# 威廉·施蒂贝尔
威廉·約翰·卡爾·爱德华·施蒂贝尔（德語：Wilhelm Johann Carl Eduard Stieber；1818年5月3日—1882年1月29日）是奥托·冯·俾斯麦的首席間諜以及普魯士中央情報處（德語：Nachrichtenbüro）總監。

## 生平
施蒂贝尔在1818年於梅泽堡出生，父為神職人員。威廉·施蒂贝尔在柏林攻讀法律後成為一名刑事訴訟律師，1844年進入柏林刑事警察隊出任督察員。1845年，施蒂贝尔被派往監察正在興起的社會主義運動，許多社會活動人士都因他的證詞而被捕入獄。1848年，施蒂贝尔晉升為柏林警察局長，並派往倫敦和巴黎回報馬克思及共產黨的活動。施蒂贝尔所提供的資料，在1852年的科隆共產黨人審判中成為呈堂證據。
施蒂贝尔的手段為恐嚇，使他樹敵眾多，但得到國王腓特烈·威廉四世的保護才免於一劫。可是1858年普魯士國王患上精神病，由弟弟威廉一世繼位，使施蒂贝尔失去靠山。施蒂贝尔的恐嚇行為使他被送上法庭受審。他在庭上堅稱是前任國王的指示，才能免受牢獄之災，但仍被革職及逐出柏林。
1863年，施蒂贝尔藉由從秘密管道接獲俾斯麥的死亡威脅，秘密會見普魯士首相俾斯麦，之後應俾斯麥要求成立中央情報處作為秘密警察組織，由施蒂贝尔出任總監。施蒂贝尔首項重要任務是獲得奧地利的軍事情報，協助普魯士在普奧戰爭中擊敗奧地利。他喬裝成小販前往奧地利，推車上裝滿宗教雕像和情色書刊等商品，以迎合各階層人士，帶回許多關於奧國的珍貴情報。接下來的目標是法國，施蒂贝尔派出數以千計的間諜滲透到法國境內，喬裝成雇農、學生、僕人、妓女等收集情報，潛伏兩年，協助普魯士擊敗法國。
1873年，德國突然關閉了中央情報處，施蒂貝爾亦因此退休。施蒂贝尔在1882年1月於柏林逝世，享年63歲。